# یونس قانونی
محمد یونس قانونی (زادهٔ ۱۰ مه ۱۹۵۷) سیاست‌مدار اهل افغانستان است. او پیشتر معاون اول رئیس‌جمهور افغانستان و رئیس مجلس نمایندگان افغانستان بود.
او همچنین از همکاران احمدشاه مسعود در دوره اشغال افغانستان توسط شوروی‌ها و سالهای ایستادگی دربرابر گروه طالبان به‌شمار می‌رود. قانونی همین اکنون رهبر حزب افغانستان نوین است.

## پیشینه
محمد یونس قانونی فرزند محمد یوسف امان، در سال ۱۹۵۷ (میلادی) در ولایت پنجشیر زاده شد. او از تاجیک‌تبار‌های افغانستان است.
آقای قانونی پس از سپری کردن آموزشهای ابتدایی و لیسه/دبیرستان به تحصیل در رشته شرعیات/الهیات در دانشگاه کابل پرداخت، اما از همان سالهای جوانی، به جمع مجاهدین افغان پیوست.

## زندگی شخصی
آقای قانونی متأهل است و سه دختر و سه پسر دارد.

## همرزم مسعود
او در سالهای مبارزه با اشغال افغانستان توسط شوروی و مقاومت علیه طالبان، از اعضای فعال حزب جمعیت اسلامی افغانستان و از همرزمان نزدیک احمدشاه مسعود فرمانده ارشد مجاهدین به‌شمار می‌رفت.
آقای قانونی به عنوان عضو قدرتمند جبهه متحد ملی افغانستان، از حامیان حمله ائتلاف بین‌المللی ضد تروریسم به رهبری آمریکا، برای سرنگونی رژیم طالبان بود.

## کمک به سقوط طالبان
با سقوط رژیم طالبان در ماه نوامبر سال ۲۰۰۱ (میلادی) گروه‌های مجاهدین به رهبری مارشال محمد قسیم فهیم وارد شهر کابل شدند.
آقای قانونی در توجیه ورود نیروهایش به کابل، به بی‌بی‌سی گفت که نیروهای وی به این منظور به پایتخت وارد شدند تا این شهر، «در یک خلاء امنیتی قرار نگیرد».
او به بی‌بی‌سی گفت که ورود آن‌ها به کابل، «به معنای بازگشت به ادامه انحصار قدرت نخواهد بود» و آن‌ها از تشکیل یک دولت فراگیر به اراده مردم افغانستان حمایت می‌کنند.

## کنفرانس بن
در کنفرانس گروه‌های افغان در بن، یونس قانونی به نمایندگی از بخشی از نیروهای مجاهدین، نقش تعیین‌کننده‌ای داشت.
او در دولت موقت افغانستان به رهبری حامد کرزی، که در نتیجه توافق گروه‌های افغان و سازمان ملل متحد در کنفرانس بن تشکیل شد، وزیر داخله (کشور) افغانستان شد.
حامد کرزی، پس از انتخاب به ریاست دولت انتقالی، آقای قانونی را به وزارت معارف (آموزش و پرورش) منصوب کرد.
ارایه طرح کشکول معارف، به منظور جمع‌آوری کمک برای توسعه و تجهیز مدارس افغانستان، از طرحهای آقای قانونی، در دوران وزارت معارف بود.

## نامزد ریاست جمهوری ۱۳۸۳
یونس قانونی در نخستین انتخابات ریاست جمهوری افغانستان خود را کاندید کرد و از رقبای سرسخت حامد کرزی بود. وی توانست در آن انتخابات یک میلیون و سیصد هزار رای را از آن خود کرد که ۱۶٫۳ درصد کل آرا محسوب می‌شد.
آقای قانونی همچنین در انتخابات پارلمانی افغانستان نیز شرکت کرد و با رای بالای مردم کابل، وارد این مجلس شد.
شعار انتخاباتی او، طرح «دکترین نوین افغانستان» و تأکید بر قانونمندی، شایسته سالاری و پاسخگویی دولت در برابر نهادهای ملی بود.

## ریاست پارلمان
با تشکیل پارلمان منتخب مردم افغانستان در ماه دسامبر سال ۲۰۰۵ (میلادی) آقای قانونی با به دست آوردن ۱۲۲ رای به ریاست مجلس نمایندگان افغانستان انتخاب شد. رقیب اصلی آقای قانونی در رقابت برای ریاست مجلس، عبدالرسول سیاف از رهبران بنیادگرای مجاهدین بود که ۱۱۷ رای به دست آورد. طیف طرفدار حامد کرزی و هواداران محمد محقق در مجلس نمایندگان افغانستان، از نامزدی آقای سیاف برای ریاست مجلس حمایت می‌کردند.

## معاونت اول ریاست جمهوری افغانستان
در ماه مارس مارس ۲۰۱۴ (میلادی) پارلمان افغانستان، محمد یونس قانونی را به عنوان معاون اول رئیس‌جمهوری برگزید. حامد کرزی با توافق رهبران جهادی آقای قانونی را پیشنهاد کرده بود. او جانشین مارشال محمدقسیم فهیم می‌شود که ماه فوریه ۲۰۱۴ (میلادی) در گذشت.

## انتخابات ریاست‌جمهوری ۱۳۹۸
یونس قانونی به همراه محمد محقق به عنوان معاونین محمد حنیف اتمر، تیم «اصلاح و اعتدال» را تشکیل دادند و برای انتخابات ریاست جمهوری ثبت نام کردند.